# L'Épine (Marne)
L'Épine es un municipio (commune) francés, situado en el departamento del Marne y en la región de Champaña-Ardenas. 
La basílica de Notre-Dame se encuentra incluida como parte del lugar Patrimonio de la Humanidad llamado «Caminos de Santiago de Compostela en Francia» (código 868-029). En esta basílica, cuya construcción comenzó hacia 1410, puede verse un Santiago de Compostela en madera del siglo XVI.

## Demografía
| 287             | 291 | 321 | 613 | 631 | 648 |
| (Fuente: INSEE) |     |     |     |     |     |